# Amphiophiura pacifica
Amphiophiura pacifica is een slangster uit de familie Ophiuridae.
De wetenschappelijke naam van de soort werd in 1971 gepubliceerd door N.M. Litvinova.